# 埃塔维尼
埃塔维尼（法語：Étavigny，法語發音：[etaviɲi]）是法国瓦兹省的一个市镇，属于桑利斯区。

## 地理
埃塔维尼（49°7'13"N, 2°58'44"E）面积7.17 平方千米，位于法国上法蘭西大區瓦兹省，该省份为法国北部内陆省份，北起索姆省，西接厄尔省和滨海塞纳省，南至塞纳-马恩省和瓦兹河谷省，东临埃纳省。
与埃塔维尼接壤的市镇（或旧市镇、城区）包括：米尔蒂安地区阿西、昂蒂伊、布拉尔、米尔蒂安地区罗苏瓦。

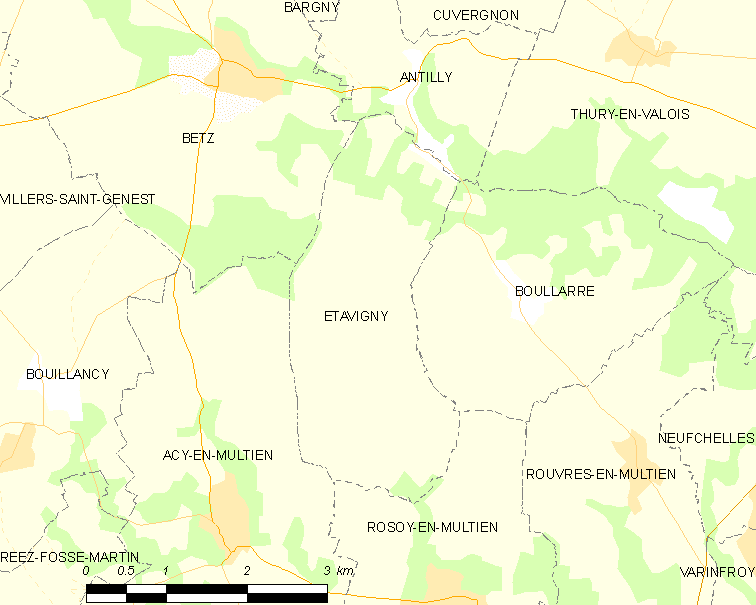
埃塔维尼的OSM定位图

埃塔维尼的时区为UTC+01:00、UTC+02:00（夏令时）。

## 行政
埃塔维尼的邮政编码为60620，INSEE市镇编码为60224。

## 政治
埃塔维尼所属的省级选区为楠特伊勒欧杜安县。

## 人口

1962-2008年间埃塔维尼人口变化图示

埃塔维尼于2022年1月1日时的人口数量为177人。